# Apeadero Kilómetro 81
Kilómetro 81 era un apeadero ferroviario del Ferrocarril Central del Chubut ubicado en el Departamento Rawson que unía la costa norte de la Provincia del Chubut con la localidad de Las Plumas en el interior de dicha provincia.

## Toponimia
El apeadero se encontraba, como su nombre lo indica, en el kilómetro 81,3 de la vía férrea desde Puerto Madryn. El mismo fue redondeado para facilitar su uso en el lenguaje ferroviario.
Además, este punto era conocido informalmente como lo de Mangini por una familia local que residía en las inmediaciones.

## Características
Una recopilación de datos del itinerario de 1945 e informes de la época de clausura detalló que Km 81 al funcionar como parada permitía el acceso de los viajeros a los trenes, aunque no se vendían pasajes ni contaba con una edificación que cumpliera las funciones de estación propiamente dicha. Además, este informe no dio datos de desvío o vías auxiliares en este punto; por lo que Km 81 solo fue una parada simple de los servicios ferroviarios.
La parada, como otras más, se caracterizaba por servir a la población rural de las chacras. Precisamente, se ubicaba en la zona rural de Treorky. Km 81 constaba de un refugio de chapa que permaneció muchos años después del cierre del ferrocarril. Los principales usuarios fueron los estudiantes que eran transportados hacia los establecimientos educativos de los centros urbanos que el ferrocarril recorría.

## Funcionamiento
Un análisis de itinerarios de horarios a lo largo del tiempo mostró que este punto era de baja consideración para el ferrocarril o simplemente fue incorporado en forma tardía. De este modo, Km 81 no apareció casi ninguno de los informes e itinerarios de horarios desde  1915, 1928, 1930 , 1934, 1936, 1938, 1940, 1942 y 1946 ni siquiera como para parada opcional.
El 10 de diciembre de 1948 se oficializó el primer itinerario que incluía este punto. En el mismo se describió el viaje de cargas por primera vez. Este viaje tenía paradas en todos los puntos hasta la punta de riel y la particularidad que iniciaba en Trelew los martes desde las 9 en forma condicional, pasando por Km 81 a las 9:22 y finalizando en Altos de Las Plumas a las 17:15; mientras que el  regreso se producía los viernes desde las 8:25 con paso por Km 81 a las 15:38 y arribo a Trelew a las 15:55. En cuanto al viaje completo, iniciaba en Madryn a los jueves desde las 7:40, pasando por Km 81 a las 11:02 y finalizando en Altos de las Plumas a las 18:20. El regreso se producía los viernes desde las 9:20, previo paso por Km 81 a las 16:02 y arribo a Madryn a las 19:20. Por otra parte, la línea Madryn - Dolavon se llevó a cabo con trenes mixtos los miércoles y sábados desde las 7:40, visitando Km 81 a las 11:02 y culminando a las 12 en Dolavon; mientras que el regreso se producía en los mismos días desde las 12:55 con arribo a Madryn a las 18:30. Por otro lado, la línea Trelew - Dolavon se realizó con trenes mixtos de lunes a sábados desde las 19:20, visita a este punto a las 19:40 y arribo a Dolavon a las 20:20 y el domingo de 20:40 a 21:50. En tanto, el viaje de vuelta se desarrollaba todos los días desde las 7:15 con arribo a Trelew a las 8:20. En cuanto a su funcionamiento, el documento clasificó a Km 81 como un apeadero con parada optativa en todos los servicios de pasajeros. Sin embargo, el apeadero fue punto de parada para el viaje de cargas.
Además, figuró en el informe de 1955. Sin embargo, fue aludido como una parada opcional de los servicios ferroviarios, deteniéndose los trenes solo si había pasajeros o cargas dispuestas. El tren arribaba a este destino, tras partir de Trelew a las 10:36, a las 10:51. En tanto, la distancia de 4,200 kilómetros, que lo separaba de Gaiman, era cubierta en 19 minutos y 15 en su viaje más corto. En este documento fue nombrado Ap. Km 81
Este apeadero cesó sus operaciones, junto con la línea de ferrocarril, en el año 1961 en que fue clausurado.